# Amboim
Amboim és un municipi de la província de Kwanza-Sud. Té una extensió de 1.730 km² i 234.894 habitants. Comprèn les comunes de Gabela i Assango. Limita al nord amb el municipi de Quilenda, a l'est amb el d'Ebo, al sud amb el de Conda, i a l'oest amb el de Porto Amboim.
La regió és coberta per una vegetació notable i exuberant, principalment de palmeres i cafè. Està situada a pocs quilòmetres de Porto Amboim.

## Història
Degut a la forta resistència dels n adius els portuguesos no van poder ocupar el territori fins 1888, quan s'hi establiren Ernesto da Silva Melo i António José Dantas. Cap el 1892 el colon Semião Pinto va introduir les primeres plantacions de cafè, explotades des de 1922 1922 per la Companhia de Amboim, Marques Seixas & Cª, Companhia do Cuanza Sul, Horta & Cª, António Couto. En 1922 Bernardino Correia va crear la Companhia Agrícola de Angola (C.A.D.A.), el major explotador de cafè del país.